# Nazisploitation

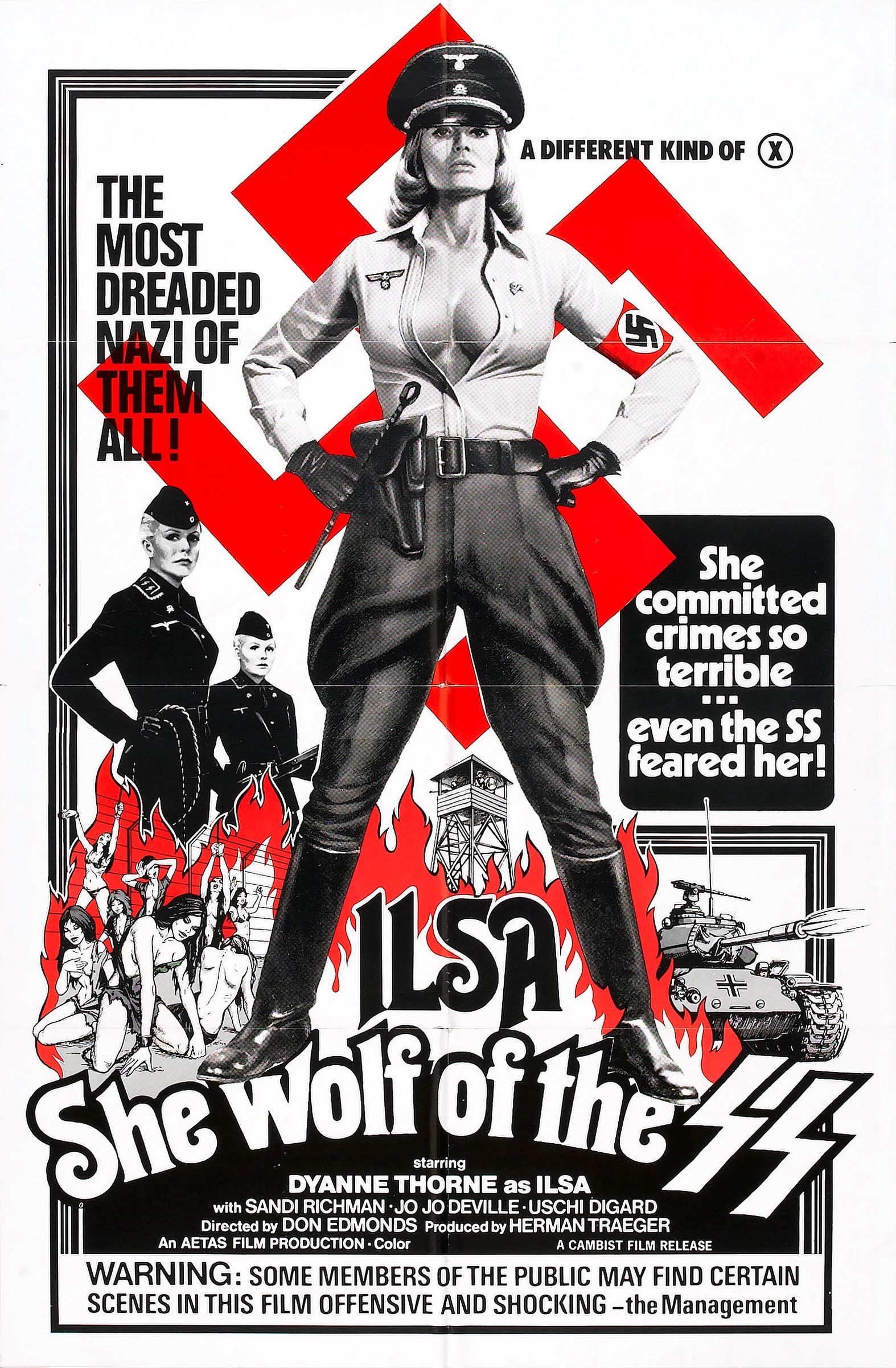
Ilsa, She Wolf of the SS (1975), en av de mest kända filmerna i genren.

Nazisploitation är en exploitationfilmgenre som under en kort men intensiv period mellan 1970- och början av 1980-talet resulterade i en mängd filmer, nästan uteslutande från Italien även om rörelsen startade i USA. Föga överraskande så är dessa filmer mycket kontroversiella och ofta utsatta för hård censur.
Genren kan också betraktas som en subgenre till kvinnofängelsefilm, då scenariot ofta är lika, den extra kryddan är att nazisploitationfilmer utspelar sig i koncentrationsläger med sadistiska nazister som plågoandar. Kvinnor sätts i fångenskap och tvingas genomgå diverse perversa strapatser, inte sällan i form av sadistiska experiment, för att slutligen lyckas rymma och ibland även hämnas på fångvaktarna. I vissa filmer hålls kvinnorna som sexslavar i bordelliknande inrättningar.
Det dokumentära värdet i dessa filmer är givetvis obefintligt. Men filmerna eller åtminstone enstaka scener i dem är ibland inspirerade av verkliga händelser och människor. Till exempel har några av experimenten i Ilsa, She Wolf of the SS faktiskt utförts av Josef Mengele, medan huvudkaraktären Ilsa är inspirerad av Ilse Koch som var kommendant vid Buchenwald.
Som en del av Quentin Tarantinos och Robert Rodriguez hyllning till exploitationfilmer, Grindhouse, så regisserade Rob Zombie en trailer för en påhittad nazisploitationfilm, Werewolf Women of the SS, med bland annat Nicholas Cage och Udo Kier som skådespelare.

## Urval av filmer
- Ilsa, She Wolf of the SS (1974)
- Deported women of the SS (1976)
- SS Experiment Love Camp (1976)
- Red Nights of the Gestapo (1977)
- Horrifying Experiments of SS Last Days (1977)
- Nazistdockorna, (1977)